# Hwanhee
Hwanhee, pseudonimo di Hwang Yoon-seok (Seul, 17 gennaio 1982), è un cantante e attore sudcoreano, ex membro del gruppo musicale Fly to the Sky.

## Carriera
Il debutto ufficiale di Hwanhee risale al 21 novembre 1999, quando insieme a Brian Joo pubblica l'album Day by Day, a nome del gruppo musicale Fly to the Sky. In seguito allo scioglimento del gruppo, avvenuto del 2009 ha pubblicato l'album da solista H-Soul il 22 ottobre 2009.
Hwanhee inizia a lavorare anche come attore nel 2006, quando recita al fianco di Kim Ok-bin in Over the Rainbow, un drama coreano, che però non ha ottenuto particolari consensi di pubblico, mentre la sua performance ha ricevuto critiche differenti. In seguito l'attore ha recitato anche nel 2008 in Saranghae al fianco dell'attore Ahn Jae-wook.

## Discografia

### Da solista
- 2009 - H Soul
- 2011 - Hwanhee

### Con i Fly to the Sky
- 1999 - Day By Day
- 2001 - 약속 (The Promise)
- 2002 - Sea of Love
- 2003 - Missing You
- 2005 - Gravity
- 2006 - Transition
- 2007 - No Limitations
- 2009 - Decennium

## Filmografia
- Over the Rainbow – serie TV (2006)
- Saranghae – serie TV (2008)
- Pokpung-ui yeon-in – serie TV (2010)